# Quận Swain, North Carolina
Quận Swain là một quận nằm ở tiểu bang Bắc Carolina.  Tại thời điểm năm 2000, quận có dân số 12.968 người. Quận lỵ đóng ở Bryson6.
Sông Nantahala chảy qua quận.
Quận được lập năm 1871 từ các khu vực thuộc quận Jackson và quận Macon.  Quận đã được đặt tên theo David L. Swain, thống đốc Bắc Carolina giai đoạn 1832 đến 1835.

## Địa lý
Theo Cục điều tra dân số Hoa Kỳ, quận có tổng diện tích 541 square miles (1.400 km²), trong đó, 528 dặm Anh vuông (1.368 km²) là diện tích đất và 13 dặm Anh vuông (32 km²) trong tổng diện tích (2.32%) là diện tích mặt nước.

### Các quận giáp ranh
- Quận Sevier, Tennessee - Bắc
- Quận Haywood, Bắc Carolina - Đông
- Quận Jackson, Bắc Carolina - Đông nam
- Quận Macon, Bắc Carolina - Nam
- Quận Graham, Bắc Carolina - Tây nam
- Quận Blount, Tennessee - Tây bắc

### Các khu bảo tồn quốc gia
- Blue Ridge Parkway (một phần)
- Vườn quốc gia Great Smoky Mountains (một phần)
- Nantahala National Forest (một phần)

## Thông tin nhân khẩu
Theo cuộc điều tra dân số2 tiến hành năm 2000, quận này có dân số 12.968 người, 5.137 hộ, và 3.631 gia đình sinh sống trong quận này. Mật độ dân số là 25 người trên mỗi dặm Anh vuông (9/km²). Đã có 7.105 đơn vị nhà ở với một mật độ bình quân là 14 trên mỗi dặm Anh vuông (5/km²).  Cơ cấu chủng tộc của dân cư sinh sống tại quận này gồm 66,33% người da trắng, 1,70% người da đen hoặc người Mỹ gốc Phi, 29,03% người thổ dân châu Mỹ, 0,15% người gốc châu Á, 0,01% người các đảo Thái Bình Dương, 0,49% từ các chủng tộc khác, và 2,28% từ hai hay nhiều chủng tộc.  1,47% dân số là người Hispanic hoặc người Latin thuộc bất cứ chủng tộc nào. 16,3% là ngưới Mỹ, 8,0% người Ireland, 7,6% Scots-Irish, 6,9% Người Đức và 6,6% English theo kết quả điều tra dân số năm 2000. 95,2% nói tiếng Anh, 2,9% nói  Cherokee và 1,3% nói tiếng Tây Nha làm ngôn ngữ thứ nhất.
Có 5.137 hộ trong đó có 30,00% có con cái dưới tuổi 18 sống chung với họ, 52,30% là những cặp kết hôn sinh sống với nhau, 13,90% có một chủ hộ là nữ không có chồng sống cùng, và 29,30% là không gia đình. 25,80% trong tất cả các hộ gồm các cá nhân và 11,10% có người sinh sống một mình và có độ tuổi 65 tuổi hay già hơn.  Quy mô trung bình của hộ là 2,44 còn quy mô trung bình của gia đình là 2,91,
Phân bố độ tuổi của cư dân sinh sống trong huyện là 24,30% dưới độ tuổi 18, 8,30% từ 18 đến 24, 26,70% từ 25 đến 44, 25,40% từ 45 đến 64, và 15,30% người có độ tuổi 65 tuổi hay già hơn.  Độ tuổi trung bình là 39 tuổi. Cứ mỗi 100 nữ giới thì có 94,60 nam giới. Cứ mỗi 100 nữ giới có độ tuổi 18 và lớn hơn thì, có 91,20 nam giới.
Thu nhập bình quân của một hộ ở quận này là $28.608, và thu nhập bình quân của một gia đình ở quận này là $33.786, Nam giới có thu nhập bình quân $26.570 so với mức thu nhập $20.722 đối với nữ giới. Thu nhập bình quân đầu người của quận là $14.647, Khoảng 13,30% gia đình và 18,30% dân số sống dưới ngưỡng nghèo, bao gồm 25,60% những người có độ tuổi 18 và 19,10% là những người 65 tuổi hoặc già hơn.

## Các thành phố và thị trấn
- Bryson City
- Cherokee
- Whittier

### Các thị trấn
Quận được chia thành 3 thị trấn: Charleston, Forney Creek, Nantahala.